# Lampyroidea antennalis
Lampyroidea antennalis is een keversoort uit de familie glimwormen (Lampyridae). De wetenschappelijke naam van de soort is voor het eerst geldig gepubliceerd in 1988 door Geisthardt.